# エスペラント学力検定試験
エスペラント学力検定試験（エスペラントがくりょくけんていしけん、エスペラント：Kvalifikaj Ekzamenoj de Esperanto laŭ JEI）は、一般財団法人日本エスペラント協会（旧称：日本エスペラント学会）が実施する、日本語話者向けのエスペラントの検定試験。JEI検定試験。

## 受験級
受験級は4段階に分けられる。上位（難しい方）から示す。
- 1級
- 2級
- 3級
- 4級

## 受験料
消費税込みの料金を示す。
- 1級 - 6,000円
- 2級 - 4,500円
- 3級 - 3,000円
- 4級 - 1,500円

## 試験内容
すべての級の試験で筆記試験と会話試験がある。
1～2級の筆記試験は一般、文法、小論文の3科目で構成されている。一般は長文を扱う問題である。2級の小論文は日本語、1級の小論文はエスペラントで記述する。

## 試験会場・日程
年1回の日本エスペラント大会期間中に、大会会場で1～4級試験が実施されている。
日本エスペラント大会の開催地は日本国内で持ち回りである。開催時期は固定されていないが、1998年の金沢での大会以降10月ないし9月開催が続いている。
2011年に日韓共同で開催された日本エスペラント大会では開催地が韓国であったため試験が実施されなかった。
その他に不定期で、日本エスペラント協会主催以外のエスペラント大会やイベントで3～4級（まれに2級）の試験が実施されている。